# محافظة الجيزة
محافظة الجيزة، هي إحدى محافظات مصر. عاصمتها مدينة الجيزة التي أنشئت سنة 20هـ مع الفتح الإسلامي لمصر.
وتعد محافظة الجيزة إحدى محافظات القاهرة الكبرى الثلاث جنبا إلى جنب مع محافظتي القاهرة والقليوبية.
هي من المدن القديمة التي أنشئت وقت فتح المسلمين لمصر، وقال ياقوت في معجم البلدان: الجيزة في لغة العرب: معناها الوادي أو أفضل موضع فيه، ورد في كتاب الانتصار أن مدينة الجيزة هي مدينة إسلامية بنيت في سنة 21هـ وورد في أحسن التقاسيم للمقدسي أن الجيزة مدينة خلف العمود (يقصد مقياس النيل)، كانت الطريق إليها من الجزيرة على جسر، إلى أن قطعه الخليفة الفاطمي

## تاريخ

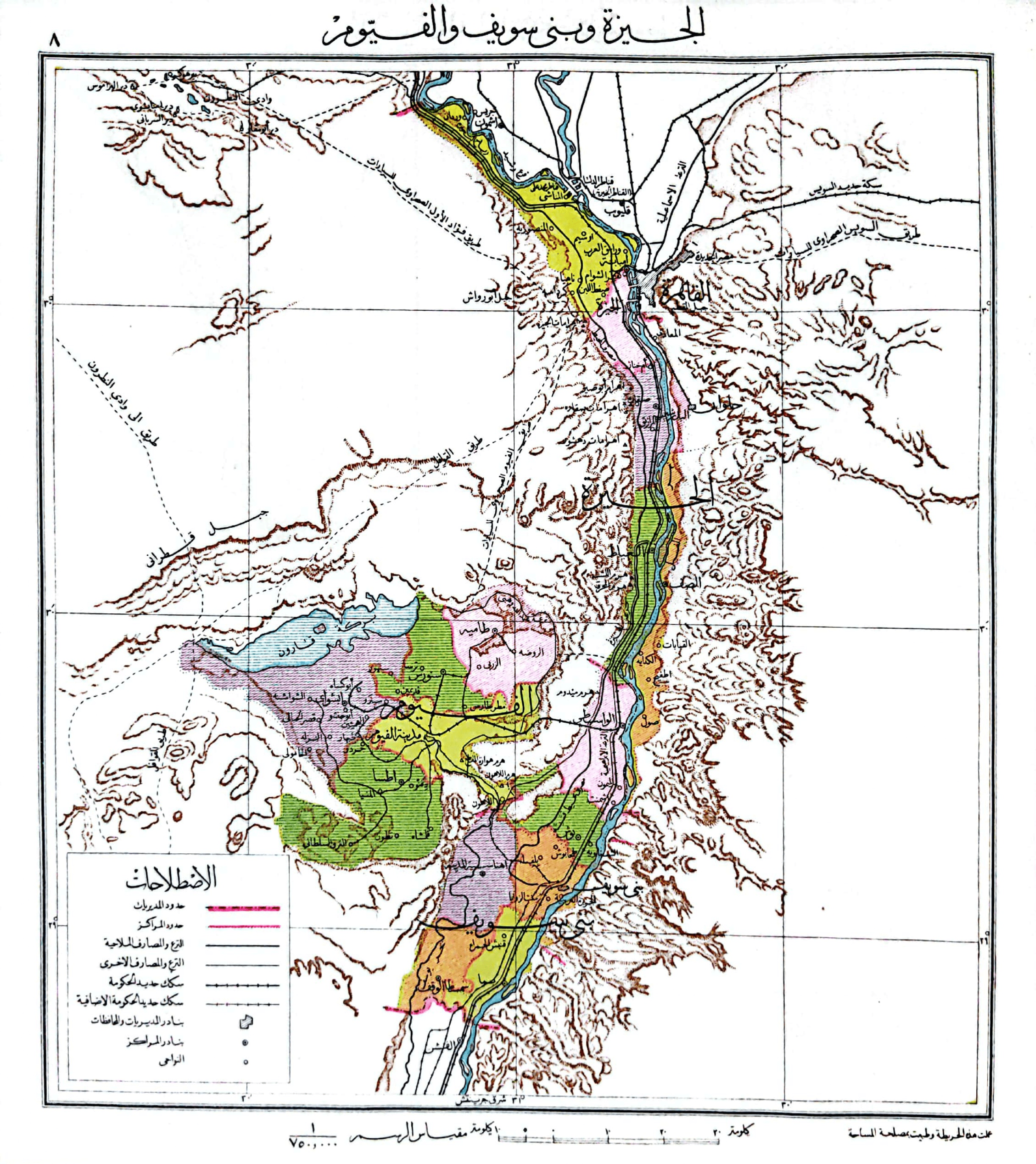
خريطة مديريات الجيزة وبني سويف والفيوم ومراكزها سنة 1951

ورد ذكر الجيزة في كثير من الكتب التاريخية وأهم ما ورد في وصفها ما ذكره ابن بطوطة في رحلته حيث وصف مرفأها وسكانها وغلالها بشكل موسع.
ويعود تاريخ الجيزة إلى أقدم العصور حيث أنها تحتوي على بقايا مدينة منف أو ممفيس العاصمة الأولى للدولة المصرية بعد توحيد قطريها على يد نارمر، وكانت عاصمة مصر في عهد الفراعنة الأوائل وبنى بها خوفو هرمه الذي صار من عجائب الدنيا السبعة القديمة وحتى بعد انتقال العاصمة إلى طيبة الأقصر ظلت الجيزة هي محور الالتقاء بين شمال مصر وجنوبها.
وفي العصر الإسلامي احتلت الجيزة مكانة هامة لقربها من عواصم مصر الإسلامية مثل الفسطاط والقطائع ثم القاهرة.
وفي العصر الحديث بني فيها أول جامعة مصرية حديثة عندما أهدت الأميرة فاطمة إسماعيل أرض لبناء الجامعة التي أطلق عليها جامعة فؤاد الأول والآن هي جامعة القاهرة أكبر الجامعات المصرية.
وفي 31 مارس عام 1919م خرج جموع أهالي الجيزة ضمن ثورة 1919 ضد الاحتلال الإنجليزي واستشهد منهم عدد كبير واعتبرت المحافظة يوم 31 مارس من كل عام هو العيد القومي للمحافظة.
وتعتبر محافظة الجيزة من المحافظات الهامة استراتيجياً حيث انها تربط الصعيد بالوجه البحري وتعتبر أيضاً المدخل الوحيد لمحافظة الفيوم وبها الطريق الصحراوي الخاص بمحافظة الإسكندرية كما أنها محافظة عريقة جداً والحركة السياحية بها نشطة للغاية وذلك لوجود افخر الفنادق والمحلات التي تبيع التذكارات للسياح بمختلف اجناسهم.

## علم المحافظة
في عام 2010 تم تصميم علم لمحافظة الجيزة ، وهو عبارة عن راية مستطيلة ذات خلفية بلون الأخضر وعلي يساره شعار النبالة الخاص بالمحافظة.، صمم علم محافظة الجيزة وشعارها طلاب كلية التربية النوعية جامعة القاهرة.
وهو شعار النبالة علي جهة اليسار عبارة عن قبة جامعة القاهرة بحلقتان صفراء الشكل متداخلة، والثلاث أهرامات الجيزة خوفو وخفرع ومنكاورع.

## مراكز المحافظة

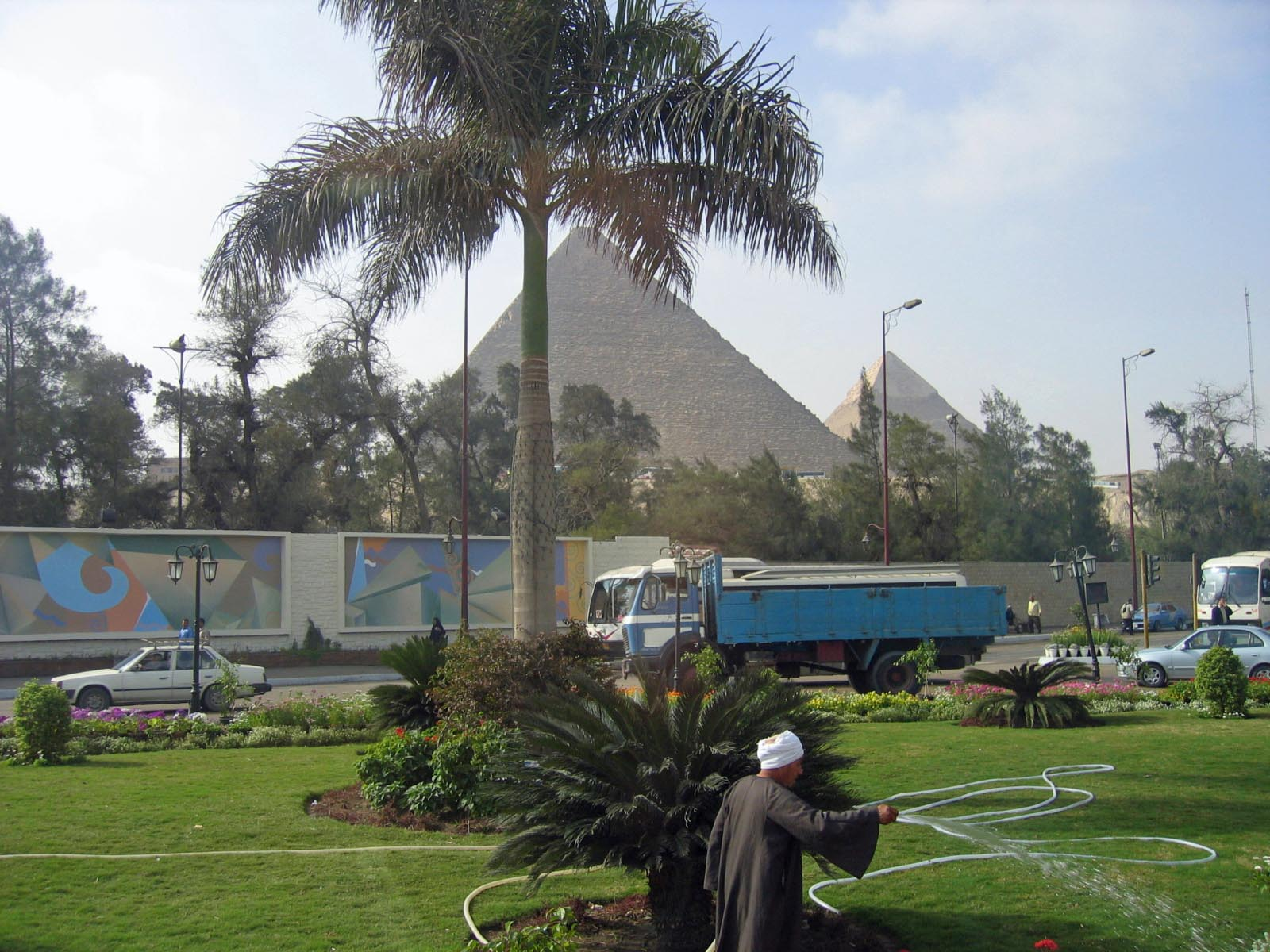
أحاط بمنطقة أهرامات الجيزة من جميع النواحي، إلا أن السلطات منعت البناء داخل حيز محدد للحفاظ على هضبة الجيزة التي تستمر فيها الحفريات.

تنقسم محافظة الجيزة إلى 10 مراكز إدارية بالإضافة إلى العاصمة التي لا تنتمي لمركز وهي مدينة الجيزة ومراكز المحافظة هي:
- مركز منشأة القناطر
- مركز أوسيم
- مركز كرداسة
- مركز أبو النمرس
- مدينة الحوامدية
- مركز البدرشين
- مركز العياط
- مركز الصف
- مركز أطفيح
- مركز الواحات البحرية

تنقسم المحافظة إلى شمال وجنوب:
- شمال الجيزة

المهندسين - العجوزة - الكيت كات - إمبابة - الوراق - وراق العرب - طناش - جزيرة محمد - برقاش - نكلا - بشتيل- البراجيل - كفر حكيم - أبو رواش - المنطقة الصناعية - القطا - المنطقة الاستثمارية - بني مجدول - كرداسة - أوسيم - المنصورية - منشأة رضوان - الشيخ زايد - المعتمدية - ناهيا - صفط - منشأة البكاري - كفر غطاطي - بولاق الدكرور - ميدان لبنان - ميت عقبة
- جنوب الجيزة

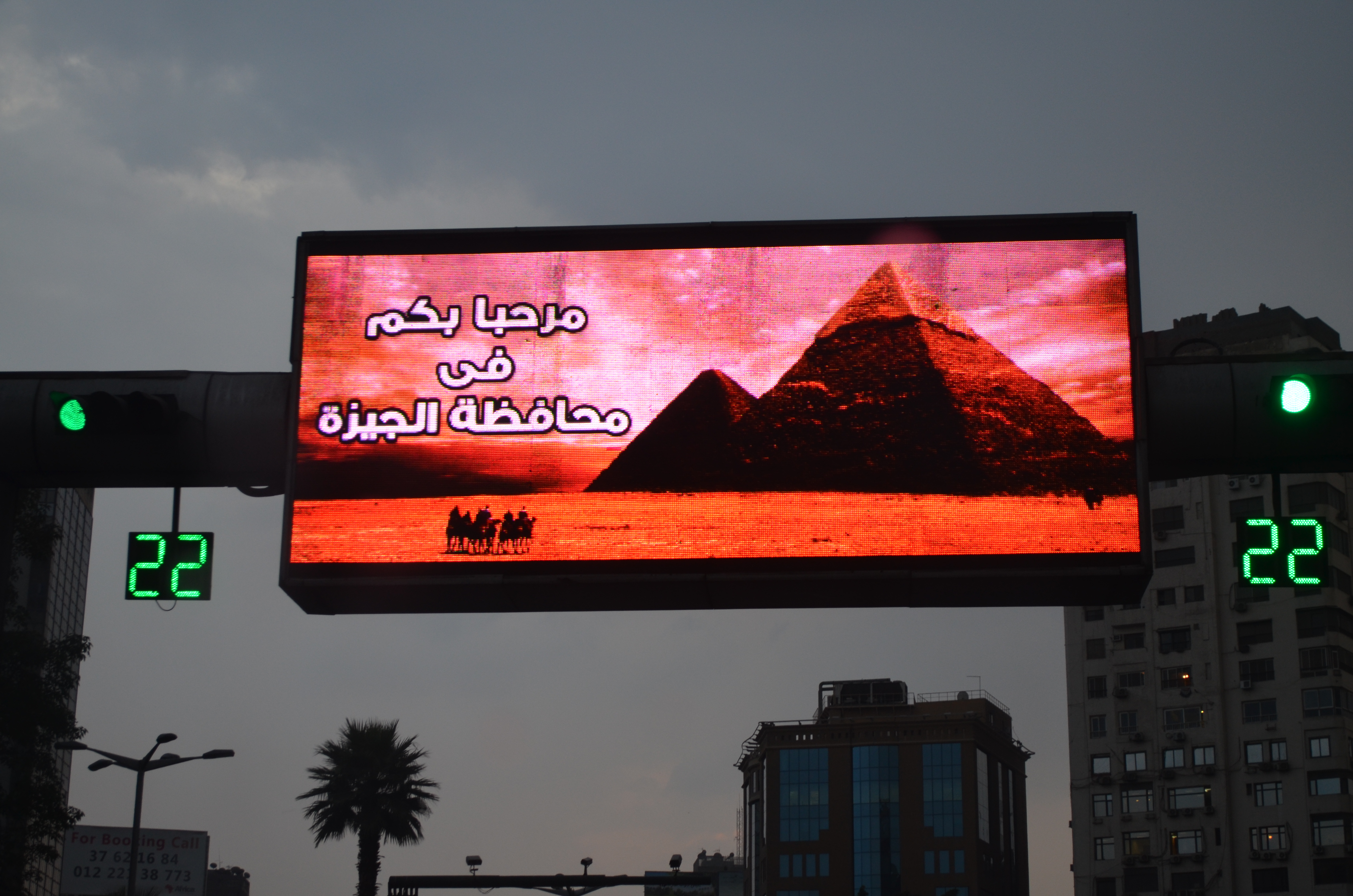
لافتة ترحيبية عند حدود محافظة الجيزة من القاهرة

الدقي - ميدان الجامعة وحديقة الحيوان - ميدان الجيزة - الهرم - فيصل - العمرانية - كفر الملكة - كفر طهرمس - مجمع الجيزة ومحطة قطار الجيزة والمحكمة - أم المصريين - أبو هريرة - المأمون - سوق الأحد - أمير الجيش - نادي رابعة - شوكلى -مساكن بنزايون - حدائق أكتوبر - 6 أكتوبر - ساقية مكي - جزيرة الدهب وكولدير - جزيرة البحرين) القرية الفرعونية (الساقية)- كولدير (الجزيرة)- أول الدائري والموقف - ميدان المنيب 0
- المنيب - القصبجي - عزبة البكباشي - أبو النمرس -نزلة الأشطر - ترسا- بني يوسف - الحرانية - زاوية أبو مسلم - منيل شيحة - ميت قادوس - أبو صير -ميت شماس - المنوات - طموه -الشيخ عتمان -أم خنان - الحوامدية -العزيزية - عزبة شريف باشا ترك - سقارة - البدرشين - طرفاية- المرازيق - أبو رجوان - الشوبك - دهشور - الغمازة - الصف - كفر ترك- منشأة أبي العباس أطفيح .

## الموارد الزراعية
تتمتع محافظة الجيزة بارتفاع نسبة المساحة القابلة للاستصلاح بالإضافة إلى المساحة المزروعة فعلاً وتبلغ المساحة المزروعة بالمحافظة 192000 فدان وتمثل 2.55% من إجمالي المساحة المزروعة على مستوى الجمهورية وتمثل محافظة الجيزة بوجود مساحات من الأراضي البور والصحراوية خارج الزمام تصل مساحاتها إلى 25000 فدان يتخللها مساحات شبه مستوية صالحة للاستزراع والاستصلاح .

## الإنتاج الحيواني
يعتبر النشاط الاقتصادي في قطاع الثروة الحيوانية والداجنة من أهم الأنشطة الرئيسية لمحافظة الجيزة حيث توجد مراكز لبحوث الإنتاج الحيواني النشطة فضلاً عن وجود كلية الطب البيطري بجامعة القاهرة وتولي المحافظة اهتماماً بالغاً بنشاط الإنتاج الحيواني وتحسين الإنتاجية وزيادتها والارتفاع بالإمكانية الوراثية لإعشار الحيوانات وأساليب الوقاية والعلاج وتطوير وظيفة الإرشاد البيطري. ويبلغ الإنتاج من اللحوم الحمراء والبيضاء بالمحافظة 29819 طن سنوياً ما يتيح فرص الاستثمار في مجال تصنيع اللحوم الحمراء والبيضاء وكذا تجهيز وتعبئة اللبن والزبادي وتصنيع الجبن.

## الإنتاج الصناعي

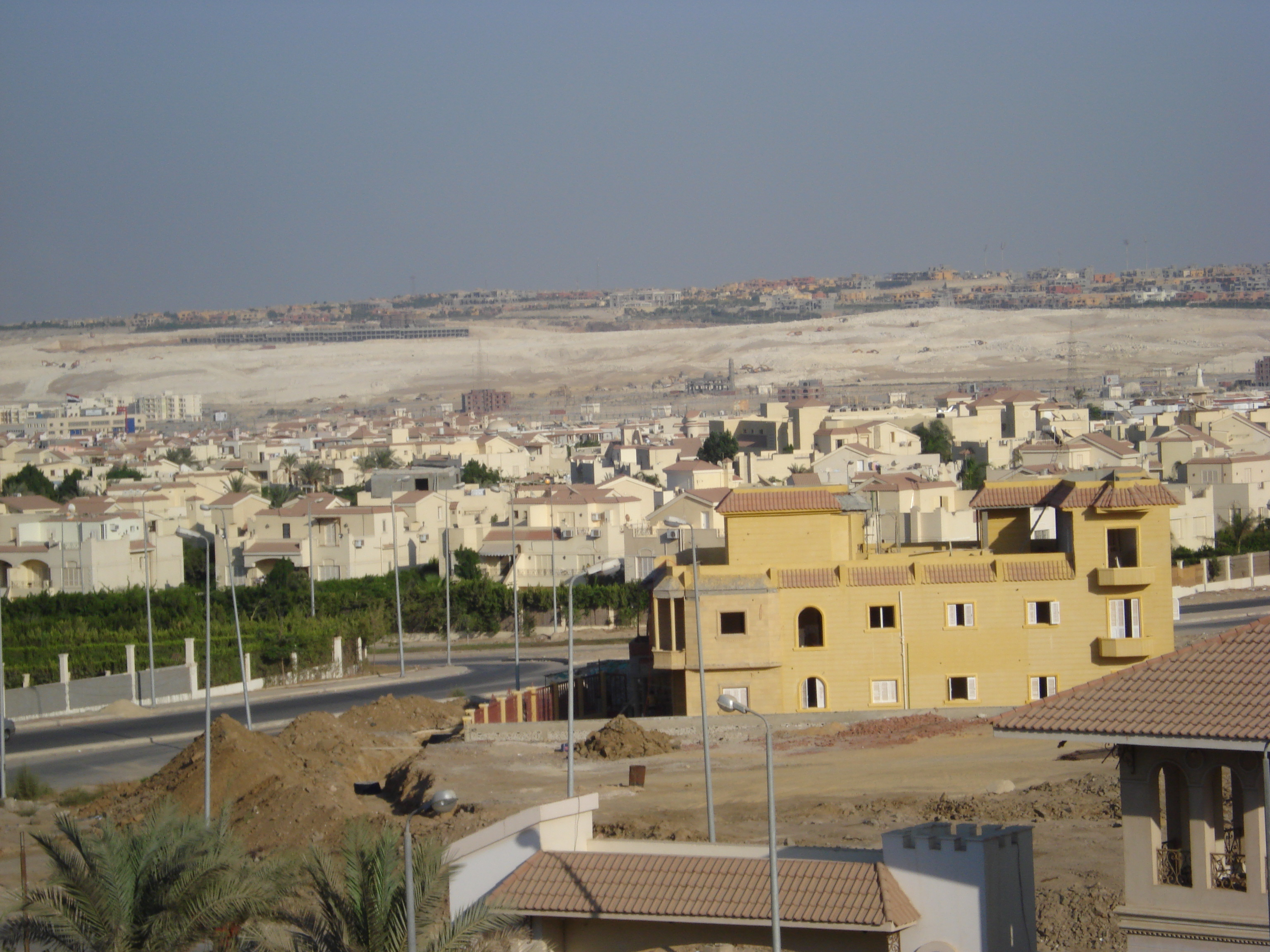
مدينة الشيخ زايد - غرب المحافظة قرب مدينة السادس من أكتوبر

تعتبر محافظة الجيزة من المحافظات الزراعية الصناعية حيث تنتشر الصناعات الغذائية، صناعات الغزل والنسيج، الصناعات الكيماوية، الصناعات المعدنية الأساسية، الصناعات الهندسية والإلكترونية، وصناعات التعدين. علاوة على المنطقة الصناعية بطريق مصر/الإسكندرية الصحراوي على مساحة 1000 فدان والتي تضم شركات صناعية عملاقة وجاري إقامة مناطق صناعية جديدة بها وهي:
- المنطقة الصناعية بالكريمات مركز إطفيح وهي منطقة قريبة من مناطق المواد الخام التي تقوم عليها الصناعات في هذه المنطقة (رخام ـ طوب بأنواعه ـ تعليب خضر وفاكهة).
- المنطقة الصناعية بطهما مركز العياط وتصلح هذه المنطقة لإقامة جميع أنواع الصناعات المتوسطة والصغيرة.
- المنطقة الصناعية بالصف لصناعة وإنتاج الحراريات بأنواعها.
- المنطقة الصناعية ببرقاش وسيتم تخصيصها للصناعات الغذائية .

## الثروات المحجرية المتوفرة في المحافظة
- الطفلة السوداء: وتصلح للاستثمار في صناعة الطوب الطفلي وتتمثل في جبال الصف والعياط
- الرمال الناعمة: وتصلح للاستثمار في صناعة الطوب الطفلى والزجاج ويتمثل في جبل الصف
- الحجر الجيري: ويتمثل في طريق (مصر- إسكندرية الصحراوي) ويدخل أساساً في صناعة السكر والحديد

والصلب
- الدولوميت: وهو من أنواع الحجر الجيري ويوجد في شرق التبين والكريمات ويمكن الاستثمار منه في التكاسي، ورصف الطرق والمباني
- البازلت: ويتمثل في جبل الواحات ويصلح للاستثمار في أعمال الرصف وديكورات واجهات المباني
- الرخام الألباستر: ويصلح في أعمال الرخام والتحف والزينة ويتمثل في جبل الواحات والصف والكريمات .

## صناعة السياحة
تمثل صناعة السياحة نسبة 12.43% من الإجمالي على مستوي الجمهورية وتبلغ عدد الليالي السياحية 598642 ليلة وهي بهذا تحتل المركز الرابع بين محافظات مصر في خدمات السياحة..... تتعدد أنواع السياحة في محافظة الجيزة من سياحة أثرية وعلاجية إلى ترفيهية وتاريخية .
- السياحة الأثرية: تتميز محافظة الجيزة بانتشار الآثار الفرعونية القديمة مما جعلها من أولى المحافظات جذباً للسياح حيث تعتبر الثانية في الترتيب بعد مدينة الأقصر من حيث الآثار الفرعونية وأهمها أهرامات الجيزة وأبو الهول ومشروع الصوت والضوء، هرم سقارة ومركب خوفو الجنائزي.
- السياحة العلاجية: في منطقة الواحات البحرية حيث يوجد بها 400 عين مياه معدنية وكبريتية وعذبة وباردة وساخنة مما يجعلها منتجع طبيعي للسياحة العلاجية والاستشفائية
- السياحة الترفيهية: منطقة كرداسة والحرانية وما تتميز به المنطقتان من صناعات بيئية محببة لدى السياح الأجانب وكذا المصريين، حديقة الحيوان بالإضافة إلى شارع الهرم.
- السياحة التاريخية: تلعب المتاحف دوراً كبيراً في السياحة الخارجية والداخلية منها متحف ناجي، المتحف الزراعي ومتحف الفن الحديث، القرية الفرعونية بمتاحفها .

## الآثار والمناطق الأثرية
تضم محافظة الجيزة عدداً من أهم أثار ومزارات مصر مثل: أهرامات الجيزة الثلاثة، وأبو الهول، ومنطقة آثار أبو صير وسقارة وهرمي دهشور، وحديقة الحيوان، وحديقة الأورمان، ومدينة الإنتاج الإعلامي، والقرية الفرعونية بساقية مكي.
- الجيزة
- منف
- ساقية مكي بشارع البحر الأعظم
- الهرم
- دهشور
- أطفيح
- اللشت
- أبو صير
- سقارة
- الواحات البحرية
- أبو رواش

## العيد القومي
كان العيد القومي 31 مارس بمناسبة واقعة نزلة الشوبك 1919 ولكن عندما انتقلت مدينة البدرشين إلى محافظة 6 أكتوبر أصبح 21 مارس العيد القومي لمحافظة 6 أكتوبر، فأعلن المهندس سيد عبد العزيز محافظ الجيزة، عن اختيار العيد القومي للجيزة ليكون يوم 7 نوفمبر من كل عام حيث أكد في مؤتمر صحفي مع أساتذة من علماء الآثار أن تاريخ بناء الأهرام هو منتصف يوم 22 أغسطس عام 2470 قبل الميلاد، مستطردا: لكننا فضلنا اختيار يوم 7 نوفمبر ليكون عيدا قوميا. وعادت محافظة 6 أكتوبر لتصبح مدينة داخل محافظة الجيزة.

## تعداد السكان
وفقا للتقديرات السكانية لعام 2015 ، كان غالبية سكان المحافظة يعيشون في مناطق حضريةومن بين ما يقدر بـ 7,585,115 شخص يقيمون في المحافظة، يعيش 4,446,805 شخص في المناطق الحضرية مقابل 3,138,310 فقط في المناطق الريفية.
ووفقاً ووفقا لتقديرات السكان عام 2024 ، يعيش غالبية سكان المحافظة، في المناطق الحضرية بمعدل 60.9٪. من سكان المحافظة وكان من بين ما يقدر بـ 9,646,673  شخص يقيمون في المحافظة ، يعيش 5,874,824 شخصًا في المناطق الحضرية مقابل 3,771,849 شخصًا فقط في المناطق الريفية. وذلك وفقا لتقديرات السكان عام 2024

## أعلام المحافظة
- عبد الرحمن عزام باشا ( مؤسس جامعة الدول العربيه و اول امين عام لها 1945)
- الفنان التشكيلي محمود مختار (صاحب تمثال نهضة مصر)
- الكاتب الكبير الساخر محمود السعدني
- الفنان صلاح السعدني
- الدكتور مجدي يعقوب (الجراح العالمي للقلب)
- الدكتور السفير حسن رجب (صاحب مشروع القرية الفرعونية)